# Мона Алі Хашаба
Мона Алі Ахмед Хашаба (1946) — єгипетський дипломат. Надзвичайний і Повноважний Посол Єгипту в України.

## Біографія
Народилася в 1946 році. Закінчила університет Еін Шамсу, факультет мистецтв. Володіє англійською, французькою та німецькою мовами.
Працювала в Посольстві Арабської Республіки Єгипет в Сенегалі;
Була Директором Департаменту у справах біженців МЗС Єгипту.
З 2001 по 2005 — Надзвичайний і Повноважний Посол Арабської Республіки Єгипет в Києві (Україна).